# Wolfgang Seguin
Wolfgang Seguin (Burg (Magdeburgo), 14 de setembro de 1945) é um ex-futebolista profissional alemão que atuava como meio-campo, medalhista olímpico.

## Títulos
Alemanha Oriental
- Jogos Olímpicos Bronze em: 1972